# Garfield Bound for Home
Garfield Bound for Home is een Nintendo DS-spel gebaseerd op de Amerikaanse stripserie Garfield. Het spel werd ontwikkeld door Two Tribes en uitgegeven door The Game Factory. In Europa verscheen het spel op 15 september 2006. In Noord-Amerika op 24 februari 2006.
Oorspronkelijk zou het spel Garfield Battle for Home gaan heten.

## Verhaal
Garfield maakt met zijn negatieve en kritische houding steeds meer vijanden. Een van die vijanden is Wild Cat, de leider van een bende katten. Hij komt met een plan om Garfield terug te pakken. Hij vermomt zich als Garfield en dringt zo ongestoord Jons huis binnen. Het plan is dat hij en zijn bende al het voedsel in huis zullen opeten. Niet alleen krijgt Garfield hier de schuld van, zijn baasje Jon zal zich zo arm kopen aan voedsel dat Wild Cat en zijn bende het huis kunnen overnemen. Het is aan Garfield om hem te stoppen.

## Spel
Het spel bevat 8 levels en 7 minigames in een interactieve omgeving. De levels bevatten zowel avontuurelementen als puzzelelementen. De moeilijkheidsgraad van het spel kan worden aangepast naar drie niveaus.
Garfield is het belangrijkste personage in het spel, maar ook Odie is een bespeelbaar personage.